# The Destroyer (film 1915 Windom)
The Destroyer è un cortometraggio muto del 1915 diretto da Lawrence C. Windom.

## Produzione
Il film fu prodotto dalla Essanay Film Manufacturing Company.

## Distribuzione
Distribuito dalla General Film Company, il film - un cortometraggio in tre bobine - uscì nelle sale cinematografiche USA il 25 ottobre 1915. Viene citato in Moving Picture World del 30 ottobre 1915.